# آدام پیتی
آدام پیتی (انگلیسی: Adam Peaty؛ زادهٔ ۲۸ دسامبر ۱۹۹۴) یک شناگر اهل بریتانیا است.
از افتخارات وی می‌توان به کسب مدال طلا ۵۰ متر قورباغه، ۱۰۰ قورباغه و ۴×۱۰۰ متر مختلط امدادی (زن و مرد) در مسابقات جهانی ورزش‌های آبی ۲۰۱۵ اشاره کرد.